# Gorgoneion

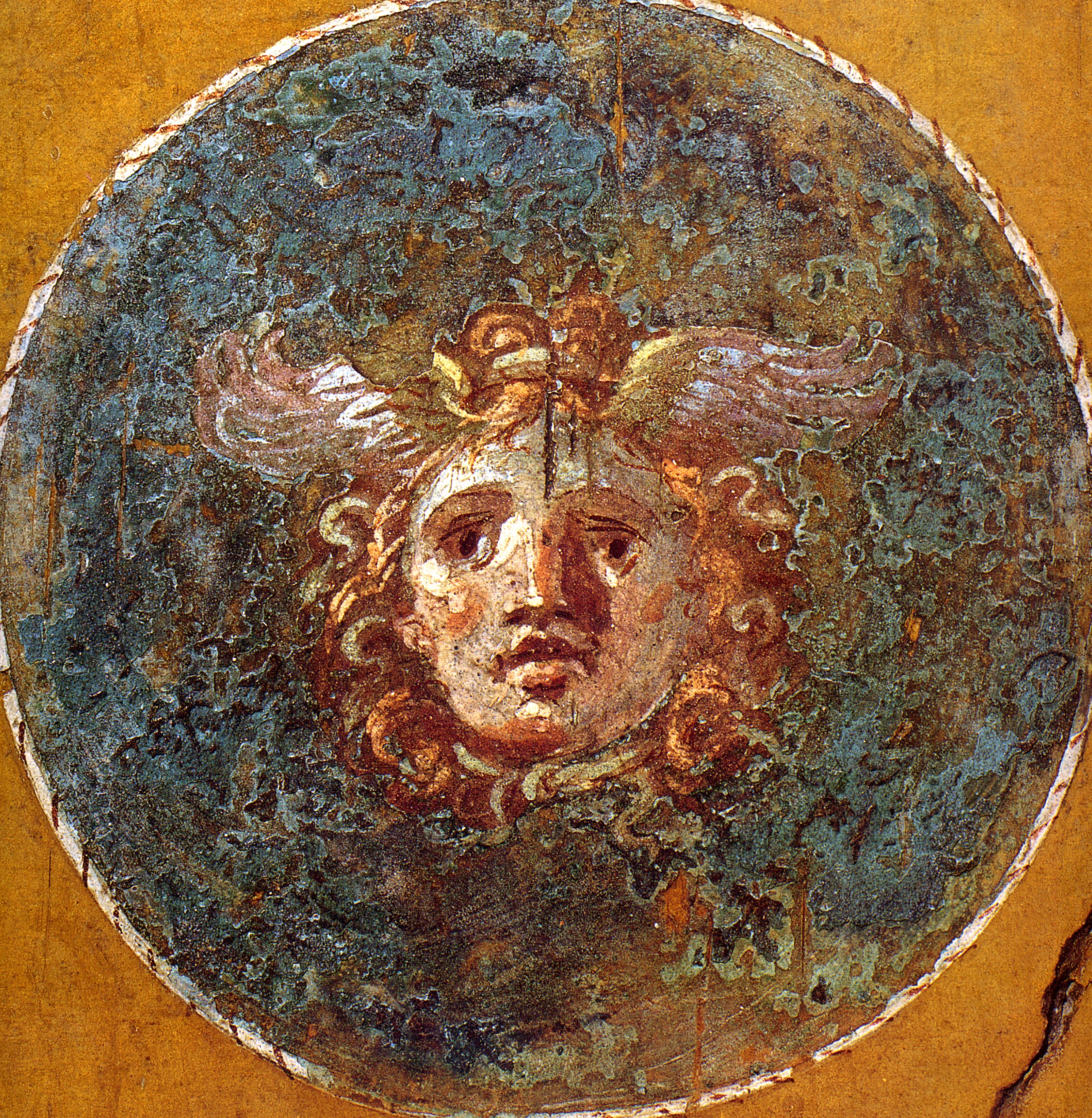
Gorgonenhaupt im Medaillon
(Römisches Fresko aus dem Haus der Vettier, in Pompeji, 1. Jahrhundert)

Als Gorgoneion (altgriechisch Γοργόνειον) bezeichnet man das von Perseus der Gorgone Medusa abgeschlagene Haupt, daher auch Gorgonenhaupt oder Medusenhaupt genannt, das nach der griechischen Sage Athene als versteinerndes Schreckbild in die Mitte ihrer Aigis versetzte und als solches auf ihrem Schild trägt.
Als Unheil abwehrendes magisches Schutz- und Schreckmittel (Apotropaion/Schreckbild) schmückt es mannigfach Waffen aller Art, Wagen, Schiffe, Pferdeschmuck, Städtemauern, Amulette, Gewänder, Möbel, Sarkophage usw.

## Entwicklungsgeschichte
Geschichtlich lässt sich nachweisen, dass der ursprüngliche Typus, ein en face (maskenhaft) gebildetes dämonisches Fratzengesicht mit herausgestreckter Zunge und Eberzähnen, schon in der phönikischen Kunst vorkommt (Besa-Typus), von griechischen Künstlern nicht vor dem 7. Jahrhundert v. Chr. übernommen und allmählich umgebildet wurde.

### Archaischer Typus

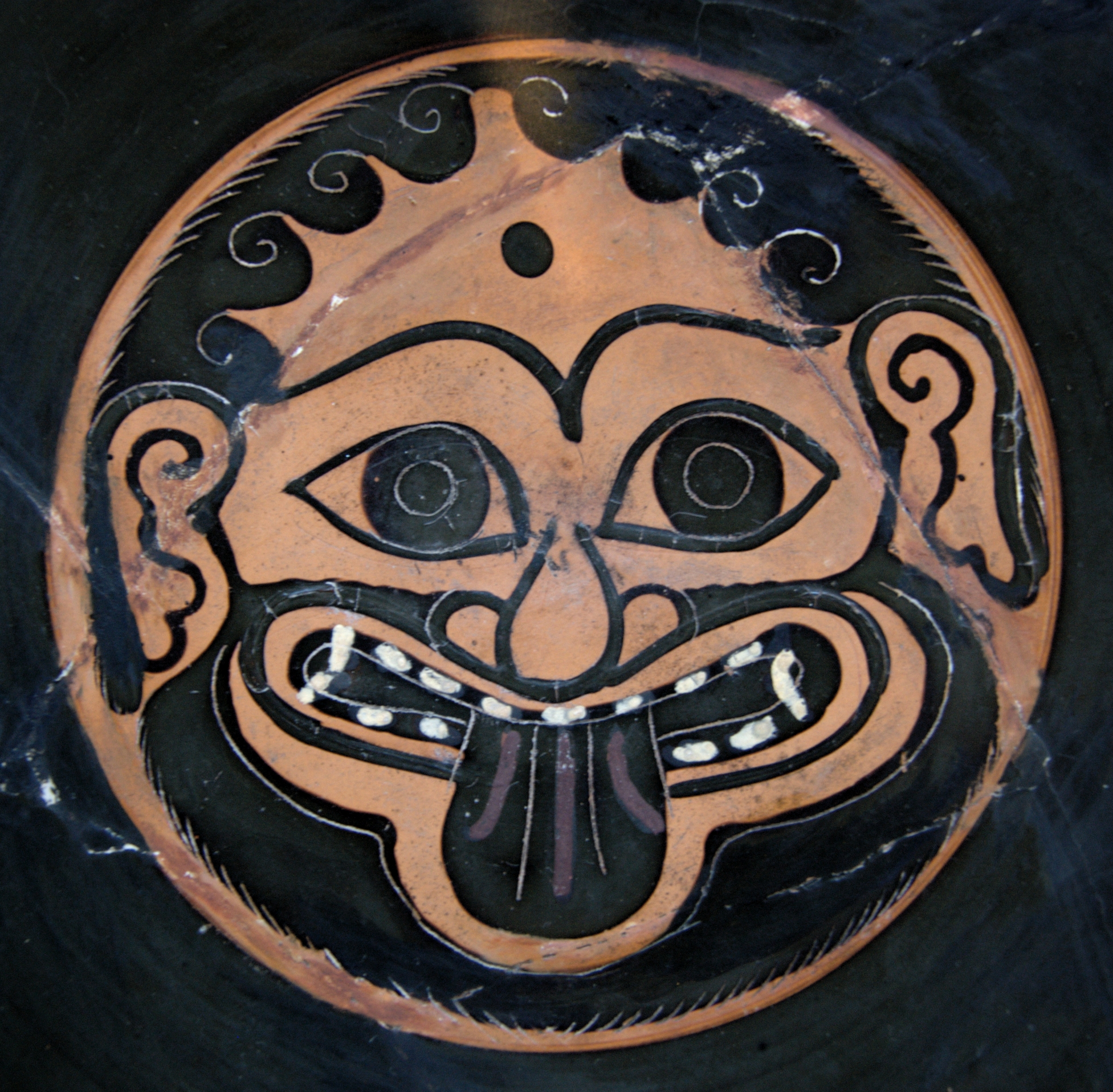
Tondo einer attisch-schwarzfigurigen Kylix, ca. 520 v. Chr. (Cabinet des Médailles)

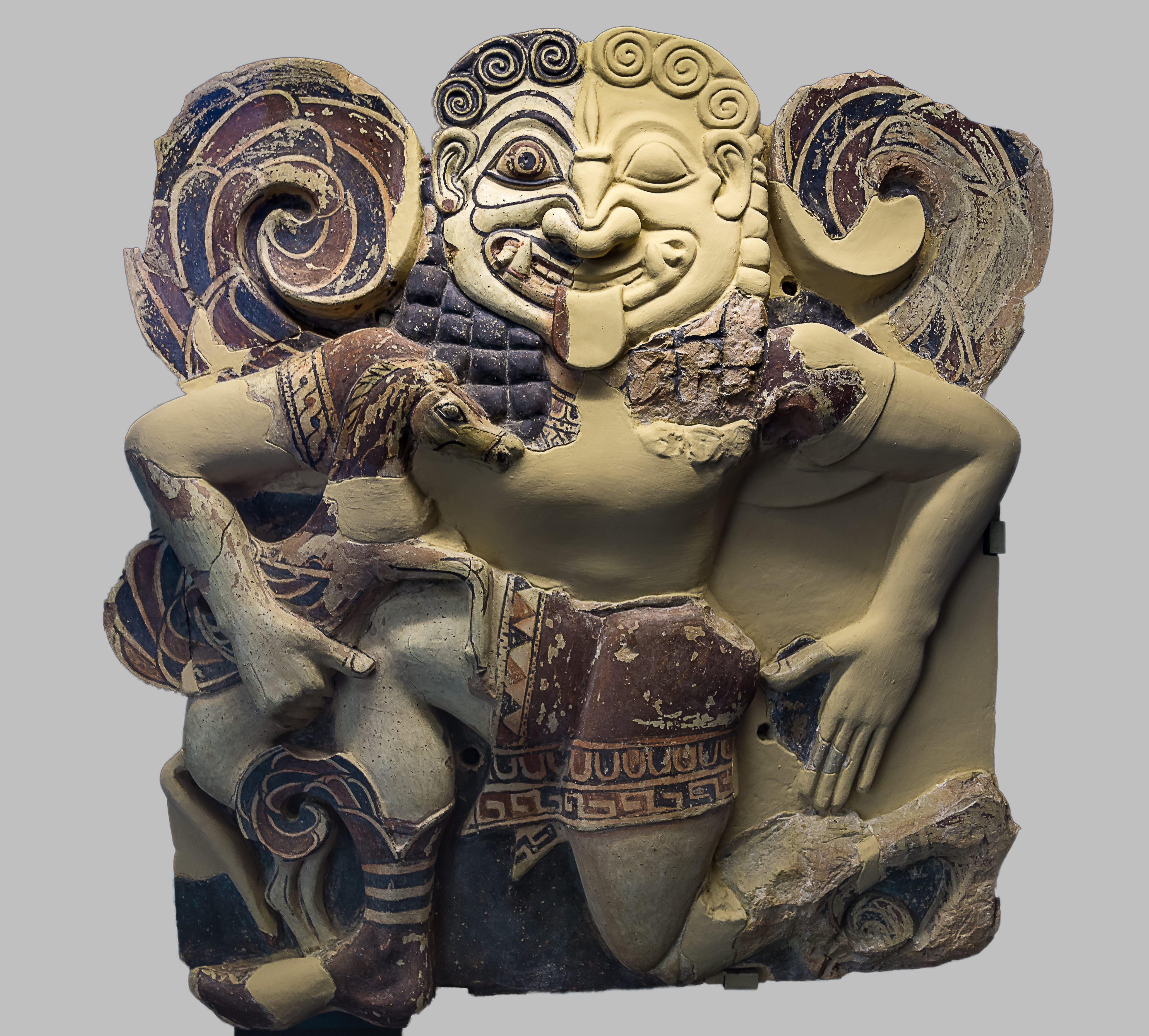
Terrakottaplakette aus dem 7. Jahrhundert v. Chr. (Syrakus), die eine geflügelte Gorgoneion darstellt, die in der schematischen archaischen Art läuft. In der rechten Hand hält sie Pegasos, das geflügelte Pferd, das laut Mythos aus dem ausgetretenen Blut der enthaupteten Medusa geboren wurde

In der archaischen Kunst existiert im Wesentlichen eigentlich nur ein Typus des Gorgoneions, der freilich zahllose Varianten hat. Anfänglich macht die Darstellung noch keinen oder nur geringen Gebrauch von Schlangen, jedoch anscheinend häufiger mit einem Kinnbart, und dies auch bei zweifellos weiblichen Gorgonen in ganzer Figur. Die ältesten Darstellungen dieses archaischen Typus finden sich analog in der schreitenden geflügelten Gorgone. Schlangen als Attribut fehlen zwar bei den ältesten Gorgonendarstellungen, fanden jedoch sehr rasch Eingang, und das viel rascher und allgemeiner, als sie mit dem Fratzengesicht dem Gorgoneion verbunden wurden. Zunächst als Schlangengürtel und mit je einer Schlange in jeder Hand.
Zu den ältesten erhaltenen Gorgoneion gehört wahrscheinlich der kleinasiatische Elektron-Stater, entdeckt bei Ausgrabungen in Parion, der ins 7. Jahrhundert v. Chr. gesetzt wird. Die wesentlichen Züge des Grundtypus sind der breitverzogene Mund, der die Zähne sehen lässt, die mächtigen Kinnbacken, die herausgestreckte Zunge, die glotzenden, meist sehr großen Augen und die mehr oder weniger kreisrunde Gesamtform der Maske, aus der meist nur das Kinn unten etwas heraustritt. In der Regel sind die Eckzähne groß wie die der Raubtiere. Die Haare sind (bis auf vereinzelte Ausnahmen) glatt um die Stirn geordnet, sei es in Löckchen oder in gewellten Partien. Wo das Gorgoneion in einem Rund erscheint (also namentlich auf Münzen und im Innern von Schalen), da ist die Angabe der Haare auf die die Stirn umgebenden beschränkt. Sonst aber pflegen an den Seiten breite Haarflechten herabzufallen. Die Ohren sind häufig mit kreisrunden Ohrringen geschmückt.

### Mittlerer Typus
Zwischen dem archaischen (hässlichen) Typus und dem späteren schönen Typus tritt als Übergang gegen Mitte des 5. Jahrhunderts v. Chr. der mittlere Typus. Er ist deutlich weniger grotesk und bedrohlich; alles, was übertrieben erscheint, ist hier auf ein weit geringeres natürlicheres Maß gemildert. Zu diesem Zeitpunkt hatte das Gorgon seine Hauer verloren, und die Schlangen wurden eher stilisiert dargestellt. Es erscheint nicht mehr ganz so häufig wie in der archaischen Periode, hat es doch auch durch seine Umwandlung an tektonischem, dekorativem Charakter verloren. Es bedeckt nicht mehr große Stirnziegel und Schilde. Kommt es auf einem Schilde vor, so füllt es denselben nicht mehr ganz aus, sondern erscheint nur klein in der Mitte. Es verschwindet vom Inneren der attischen Schalen, wird seltener an den Bronzehenkeln, und die Halbfigur erscheint gar nicht mehr. Dagegen erhält das Gorgoneion jetzt durch die zur Herrschaft gelangte attische Kunst eine ausschließlichere, bestimmtere Beziehung zu Athena, die es vorher nicht hatte.

### Schöner Typus

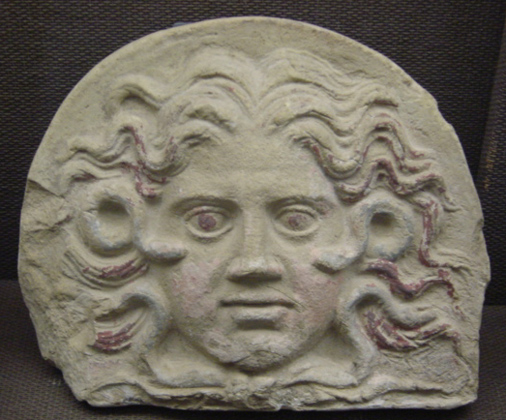
Relief, 3. Jahrhundert v. Chr. (Museum in Mailand)

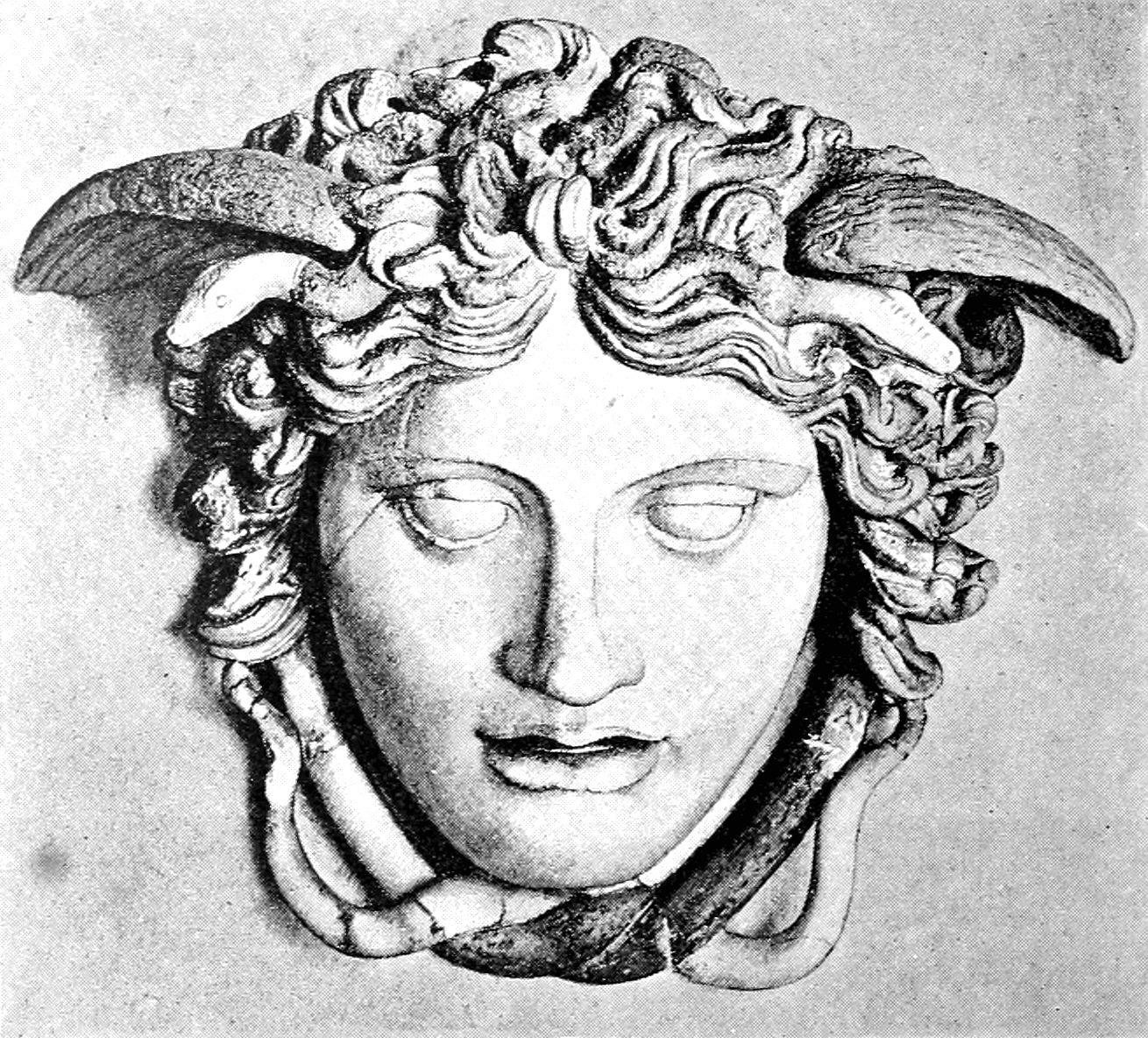
Römische Marmormaske der Medusa Rondanini (heute 29 cm, nach hellenistischen Original, 5. Jahrhundert, Glyptothek München)

Hatte der vorige Typus das Fratzenhafte, Verzerrte des alten zwar bedeutend gemildert, aber in dieser gemäßigter Form doch beibehalten, so ist jenes hier ganz verschwunden. Vom Munde ist der letzte Rest jenes breiten Verziehens gewichen, und das Gesicht ist von reiner, makelloser Schönheit. Die Charakterisierung geschieht nur durch den Ausdruck, durch die Bildung der Haare und häufig, aber nicht immer, durch die Zutat der Schlangen. Wir können innerhalb dieses Typus zwei Reihen unterscheiden, die sich auch historisch folgten. Bei der einen ist das Gesicht ruhig schön. Dieser Typus kommt schon gegen Ende des 5. Jahrhunderts auf (beispielsweise das abgeschlagene Medusenhaupt in der Hand des Perseus auf der attischen, dem Ende des 5. Jahrhunderts angehörenden Vase Annali dell’ Inst. 1881, tav. F, ganz ohne Verzerrung, glattes Haar, ohne jedes äußere Abzeichen) und wird im 4. besonders ausgebildet. Doch ging der neue Typus längere Zeit neben dem noch im Gebrauch befindlichen mittleren her, bis er die Herrschaft erlangte. Gegen Ende des 4. Jahrhunderts treten häufig Flügel als neues Element zu dem Gorgoneion, die freilich vereinzelt schon im 5. Jahrhundert mit demselben verbunden worden waren.
Die spätere Kunst der zweiten Reihe, deren (pathetischer) Typus im 3. Jahrhundert ausgebildet wird und seitdem herrscht, gibt das im Todeskampf erstarrte, wunderbar schöne Frauengesicht pathetisch verzogen
(Medusa Rondanini in der Münchener Glyptothek siehe Abbildung; das Relief der sogenannten Ludovisischen Medusa kann nur noch als Kopf irgendeiner sterbenden Heldin gelten), wobei an Stelle der das Haar durchzüngelnden Schlangen schließlich das wirr flatternde Haar selber tritt. Die Flügel sind hier die Regel.
Noch ist eine Umbildung des Gorgoneions zu erwähnen – die mit zu den phantasievollsten Schöpfungen der hellenischen Kunst gehört –, die Umbildung zu einem Meerwesen. Das kalte Grauen der Meerflut war hier der leitende Gedanke. Die Augen, groß und rund, gleichen mit ihrem kalten starren Blicke denen der Fische. Allerlei Meeresgewächs und -getier wird im Gesicht und im Haar benutzt.

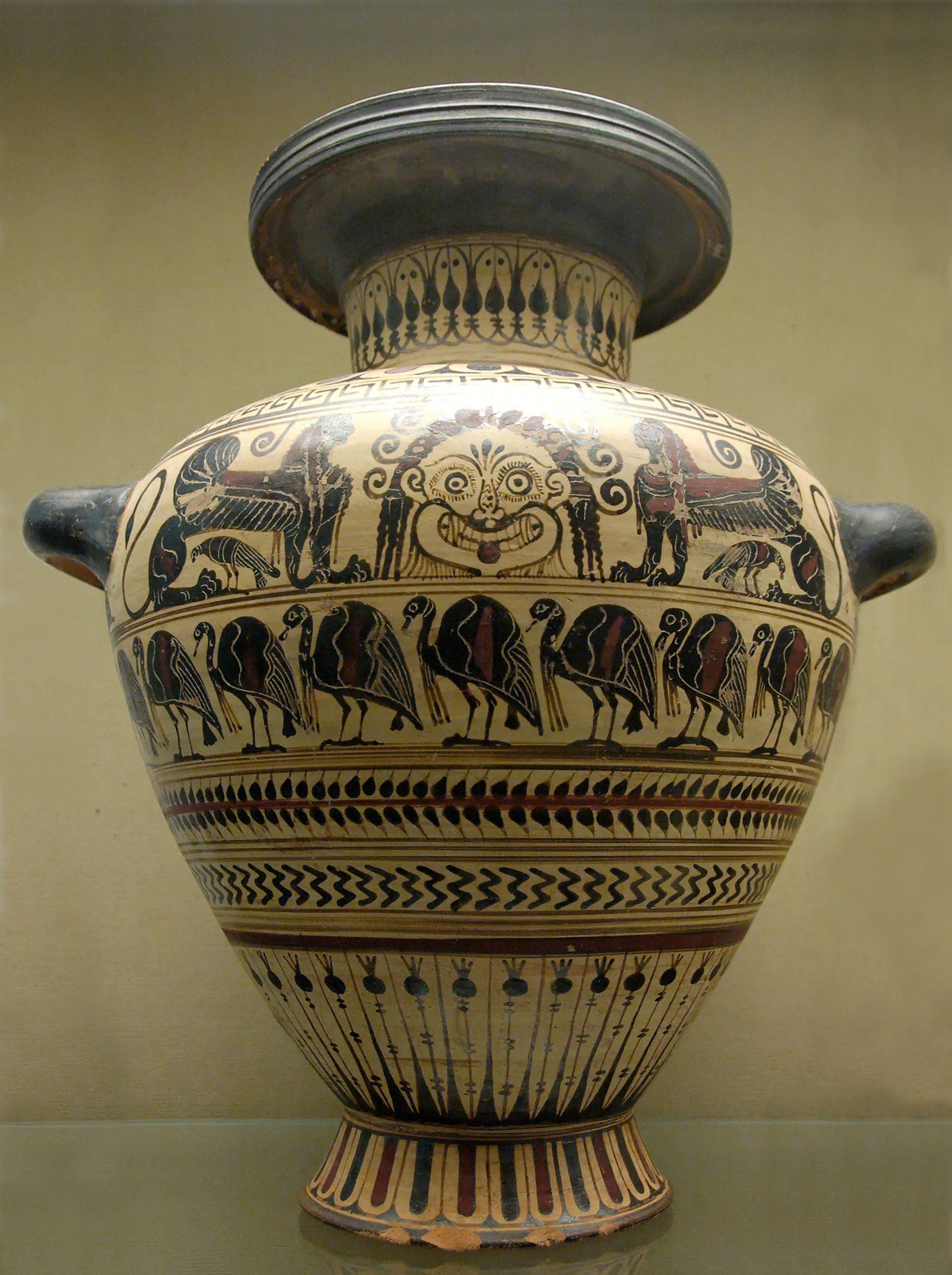
Archaische (etruskische) Hydria aus Vulci, 540–530 v. Chr.
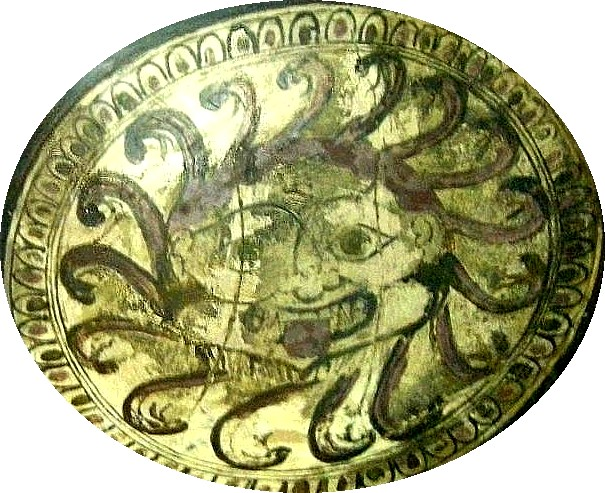
Grund einer schwarzfigurigen Schale aus Lakonien, um 565 v. Chr.
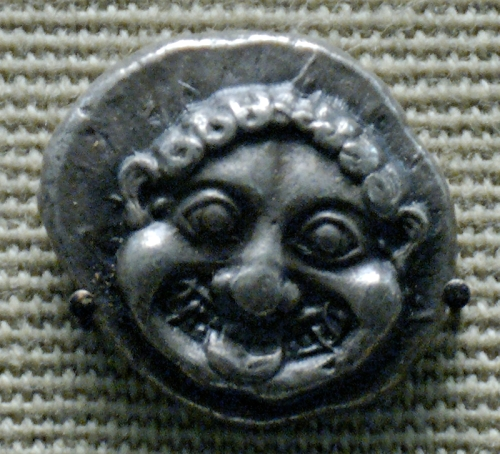
Silber Didrachme aus Athen, ca. 520 v. Chr.
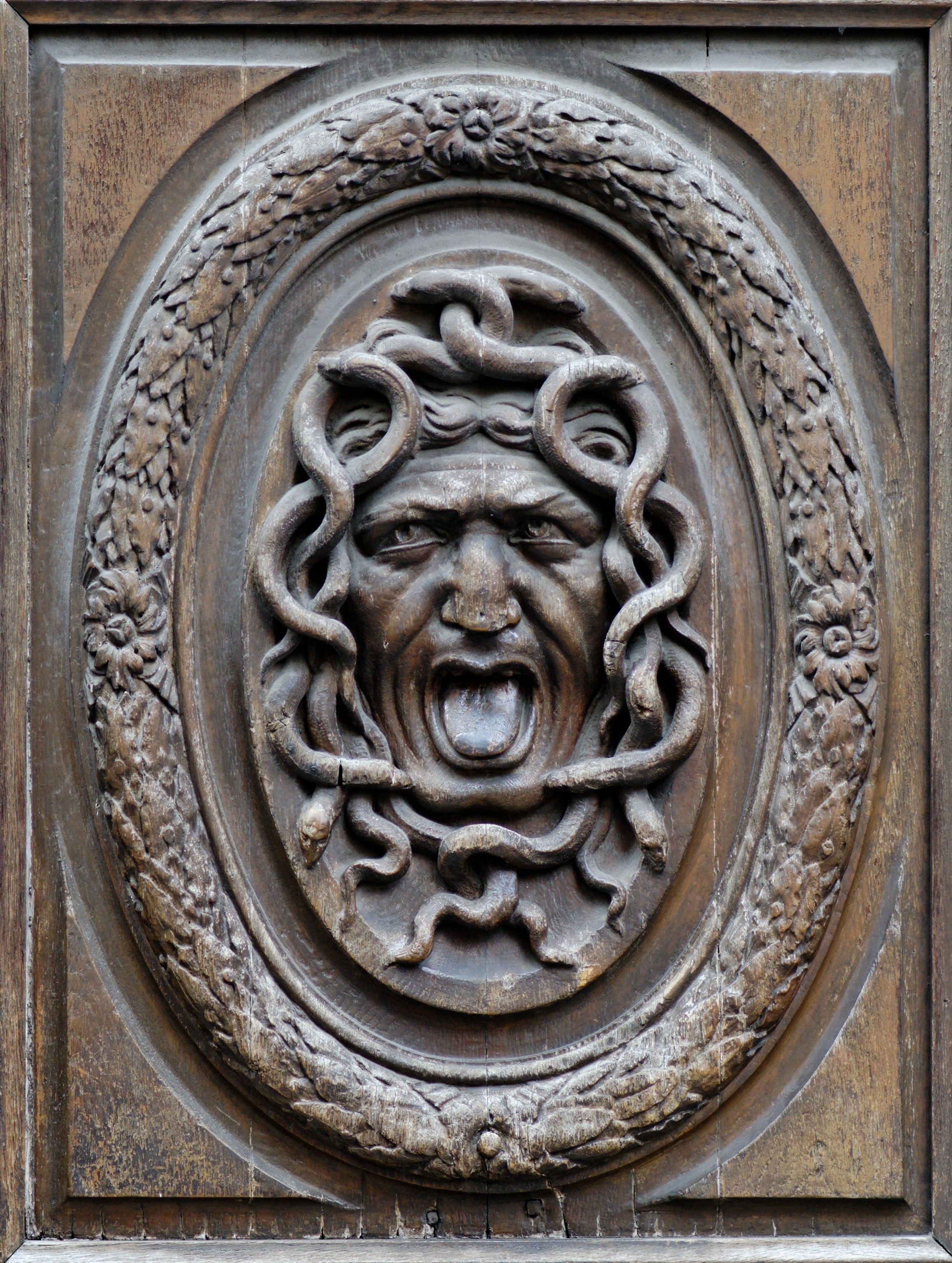
Holzschnitzkunst auf einer Türverkleidung (von Thomas Regnaudin, Paris ca. 1660)
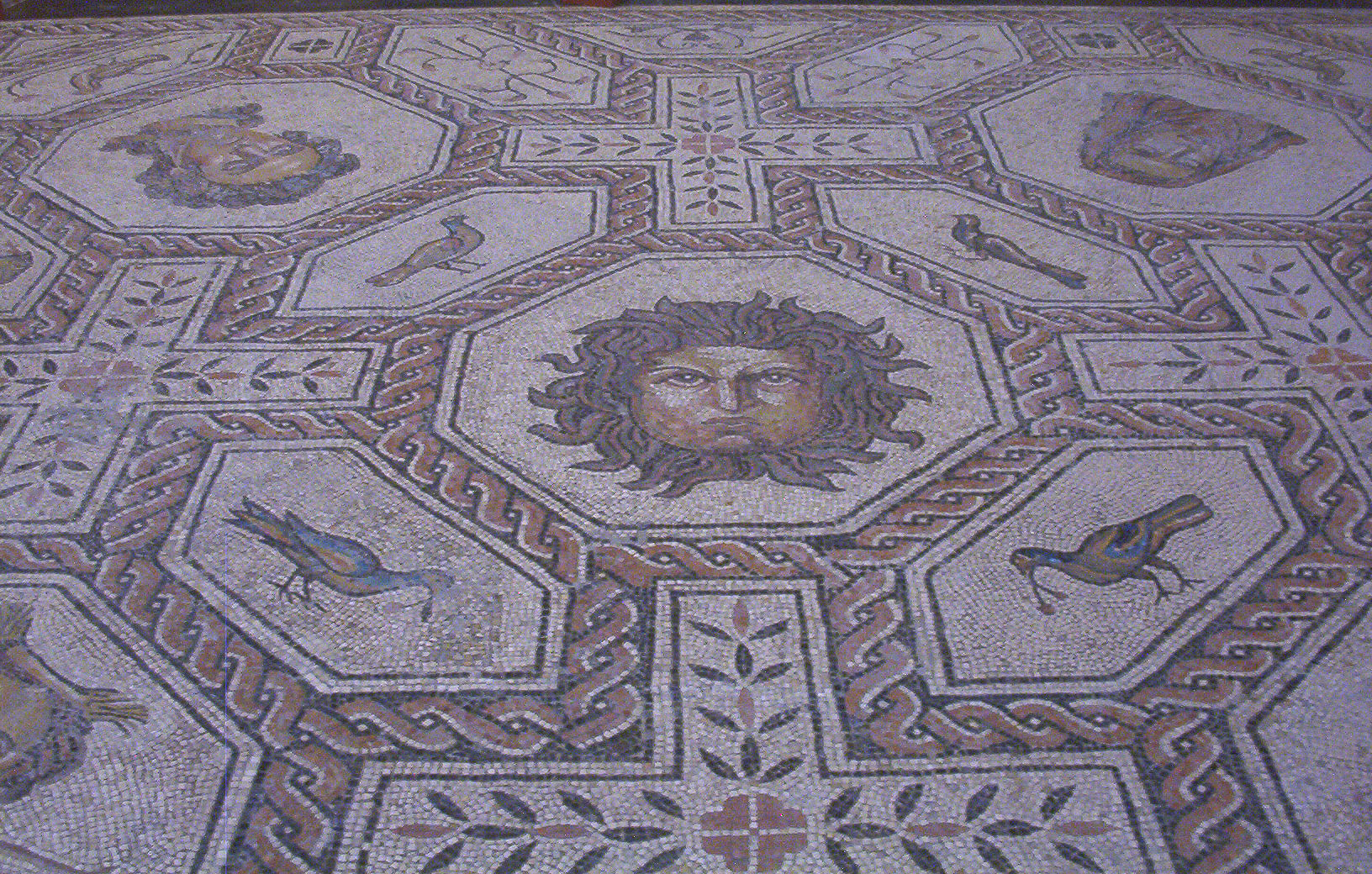
Römisches Fußboden-Mosaik in Palencia.
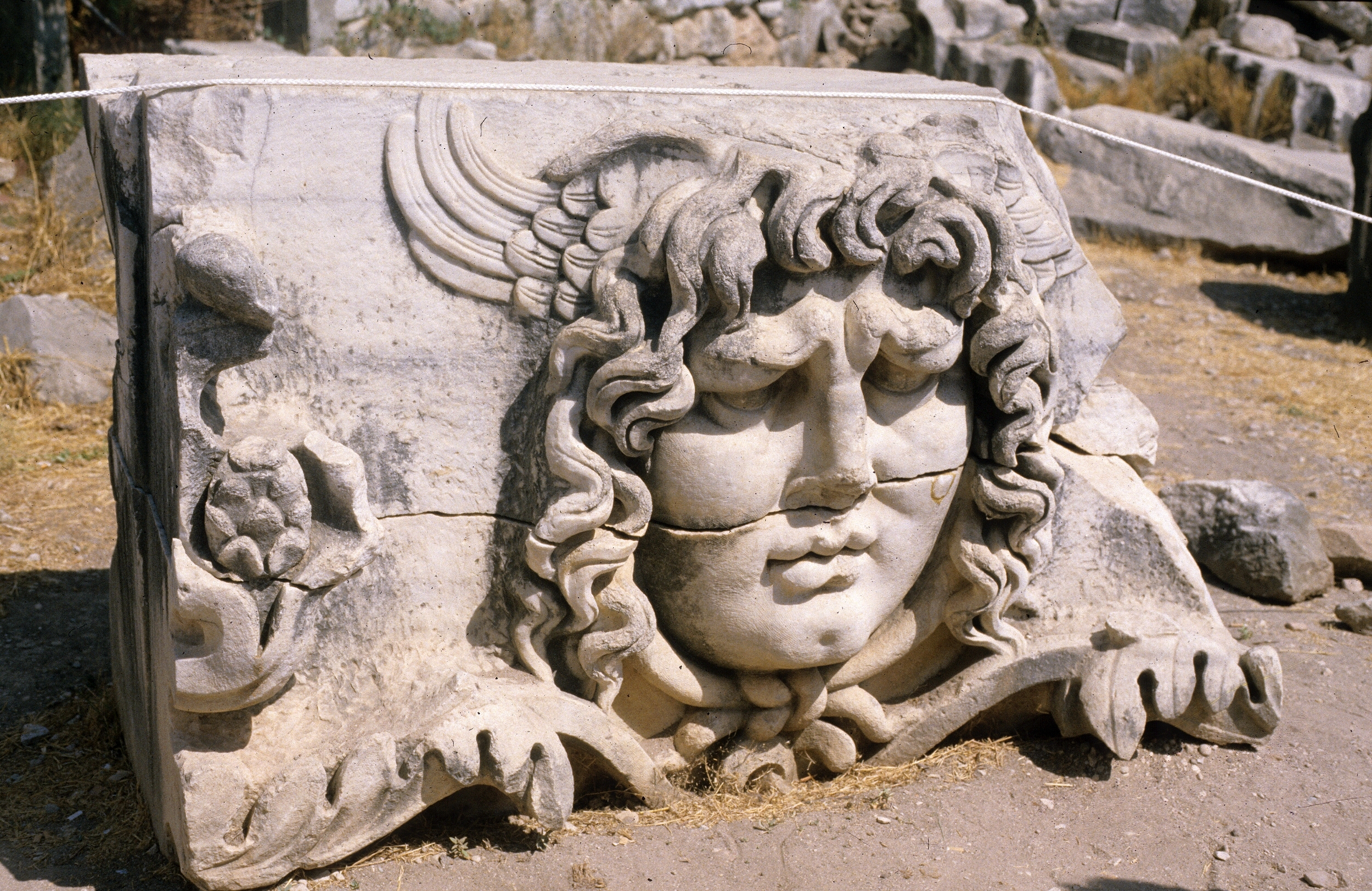
Medusa von Didyma